# 카살보르디노
카살보르디노(이탈리아어: Casalbordino)는 이탈리아 아브루초주 키에티도에 있는 코무네이다. 신성 로마 제국의 프리드리히 2세에 의해 세워졌다.